# Comuna Bronhalivka, Pidhaiți
Bronhalivka (în ucraineană Бронгалівка) este o comună în raionul Pidhaiți, regiunea Ternopil, Ucraina, formată din satele Bronhalivka (reședința), Mîhailivka și Vaha.

## Demografie
Componența lingvistică a comunei Bronhalivka
     Ucraineană (100%)
Conform recensământului din 2001, toată populația comunei Bronhalivka era vorbitoare de ucraineană (100%).